# Chimarra tsudai
Chimarra tsudai är en nattsländeart som beskrevs av Ross 1956. Chimarra tsudai ingår i släktet Chimarra och familjen stengömmenattsländor. Inga underarter finns listade i Catalogue of Life.